# Margalida Crespí
Margalida Crespí Jaume (ur. 15 sierpnia 1990 w Palma de Mallorca) – hiszpańska pływaczka synchroniczna, medalistka olimpijska z Londynu, dziesięciokrotna medalistka mistrzostw świata.
W 2012 startowała w letnich igrzyskach olimpijskich w Londynie, biorąc tam udział w rywalizacji drużyn. W tej konkurencji Hiszpanka wywalczyła brązowy medal dzięki rezultatowi 193,12 pkt.
Począwszy od 2009 roku, trzykrotnie startowała w mistrzostwach świata. Medale udało się jej wywalczyć na każdej z takich imprez sportowych – w Rzymie (1 złoty i 2 srebrne), Szanghaju (2 brązowe) i Barcelonie (3 srebrne i 2 brązowe). W latach 2010–2014 na mistrzostwach Europy (Budapeszt, Eindhoven, Berlin) wywalczyła sześć medali, w tym dwa złote.